# Johann Friedrich Ferdinand Ganz
Johann Friedrich Ferdinand Ganz (* 12. Februar 1741 in Rothe (Hessisch-Hanauisch); † 19. Mai 1795 in Ansbach) war ein deutscher Jurist.

## Leben
Ganz war der Sohn eines Predigers. Da sein Vater früh starb, wurde er zunächst bei Privatlehrern erzogen, anschließend besuchte er die Schule in Idstein, wo seine Mutter wohnte. Ab 1759 studierte er Rechtswissenschaften in Tübingen. Seit 1762 arbeitete er in Frankfurt a. M., ab 1764 für die Kurbrandenburgische Gesandtschaft. Anschließend wurde er Sekretär des preußischen Gesandten in Württemberg, Graf Gebhard Werner von der Schulenburg. Ab 1774 gehörte er der brandenburgisch-preußischen Deputation zur Visitation des Reichskammergerichts an, bevor er an die Militärschule in Berlin ging. Ab 1779 war er Abgesandter für Preußen am immerwährenden Reichstag in Regensburg, zunächst als Legationssekretär schließlich – ab 1787 – als Legationsrat. 1793 wechselte er aus dieser Position nach Ansbach, wo er Hof- und Regierungsrat wurde.
Ganz plädierte für ein generelles Verbot des nicht autorisierten Nachdrucks, wie er im 18. Jahrhundert noch weit verbreitet war, und publizierte einige Schriften in diesem Sinne. Er verfasste auch Schriften unter dem Pseudonym Erichson Heel.

## Veröffentlichungen (Auswahl)
- Würtembergische Briefe, oder Schilderung der Sitten und der merkwürdigen Personen dieses Herzogthums, [Stuttgart] 1766 (Digitalisat).
- Ueber den Einfluss, der dem teutschen Reich bey Stillung der Brabantischen Unruhen zustehet, [Regensburg], 1787.
- Etwas von der kaiserlichen Wahlkapitulation und von dem Ius Adcapitulandi: von einem deutschen Reichsbürger, o. O. 1789 (Digitalisat).
- Uebersicht der Gründe wegen des Strafbaren des Büchernachdrucks und Vorschläge, wie diesem Uebel durch ein allgemein verbindliches Reichsgesez vorgebeugt werden könne. Johann Christoph Keyser, Regensburg 1790.
- Kurze Uebersicht der Gründe der Schädlichkeit des Büchernachdrucks für die Litteratur, den Buchhandel und das lesende Publikum im teutschen Reiche; nebst Vorschlägen, dieses Uebel durch eine zweckmäßige Verfügung in der zukünftigen Kaiserlichen Wahlkapitulation von Grund aus zu heben. Lange, Regensburg 1790.
- Gründe zur mündlichen Einleitung und Vorbereitung, damit der Büchernachdruck durch eine zweckmässige Stelle der künftigen Wahlkapitulation ausgerottet werde: [Regensburg den 27ten May. 1790.], [Regensburg] 1790 (Digitalisat).
- Schreiben eines Nürnbergischen Patriciers an einen Freund in Regensburg über die in dem Würtembergischen Städtchen Wailtingen bey Gelegenheit des Anschlagens der Königlich Preußischen Regierungs-Antritts-Patente vorgefallenen Thätlichkeiten, Nürnberg 1792.
- [unter dem Pseudonym Erichson Heel]: Beleuchtung der sogenannten Gedanken eines Franken über die den sechs vordern Reichs-Kreisen zugemuthete provisorische Verpflegung des Königlich-Preußischen Kriegs-Heeres und hierüber bekannt gewordene officielle Erklärungen, o. O. 1794 (Digitalisat).